# Sabrina Sadeghi
Sabrina Sadeghi (ur. 19 listopada 1976) – amerykańska snowboardzistka. Jej najlepszym wynikiem na mistrzostwach świata jest 19. miejsce w halfpipe’ie na mistrzostwach w San Candido. Nie startowała na igrzyskach olimpijskich. Najlepsze wyniki w Pucharze Świata osiągnęła w sezonie 1994/1995, kiedy to zdobyła małą kryształową kulę w klasyfikacji halfpipe’a.
W 1998 r. zakończyła karierę.

## Sukcesy

### Mistrzostwa świata
| Miejsce | Dzień       | Rok  | Miejscowość | Konkurencja | Zwycięzca       |
| ------- | ----------- | ---- | ----------- | ----------- | --------------- |
| 15.     | 24 stycznia | 1997 | San Candido | Halfpipe    | Anita Schwaller |

### Puchar Świata

#### Miejsca w klasyfikacji generalnej
- 1994/1995 - -
- 1996/1997 - 21.
- 1997/1998 - 119.

#### Miejsca na podium
1. San Candido – 20 stycznia 1995 (halfpipe) - 1. miejsce
2. Alts – 3 lutego 1995 (halfpipe) - 1. miejsce
3. Mount Bachelor – 10 lutego 1995 (halfpipe) - 1. miejsce
4. Breckenridge – 16 lutego 1995 (halfpipe) - 1. miejsce
5. Calgary – 26 lutego 1995 (halfpipe) - 1. miejsce
6. Mont-Sainte-Anne – 2 lutego 1997 (halfpipe) - 1. miejsce